# Тоймига

Тоймига (Тоймыга) — река в России, протекает в Собинском районе Владимирской области. Протекает в западном направлении по лесной, ненаселённой местности. Устье реки находится в 365 км по правому берегу реки Клязьма, ниже посёлка Копнино. Длина реки — 21 км, площадь её водосборного бассейна — 143 км².

## Данные водного реестра
По данным государственного водного реестра России относится к Окскому бассейновому округу, водохозяйственный участок реки — Клязьма от города Орехово-Зуево до города Владимир, речной подбассейн реки — бассейны притоков Оки от Мокши до впадения в Волгу. Речной бассейн реки — Ока.
По данным геоинформационной системы водохозяйственного районирования территории РФ, подготовленной Федеральным агентством водных ресурсов:
- Код водного объекта в государственном водном реестре — 09010300712110000032006
- Код по гидрологической изученности (ГИ) — 110003200
- Код бассейна — 09.01.03.007
- Номер тома по ГИ — 10
- Выпуск по ГИ — 0